# Arctodiaptomus pectinicornis
Arctodiaptomus pectinicornis is een eenoogkreeftjessoort uit de familie van de Diaptomidae. De wetenschappelijke naam van de soort is voor het eerst geldig gepubliceerd in 1887 door Wierzejski.